# Mirko Petrović-Njegoš
Mirko Petrović-Njegoš (en serbio: Мирко Петровић-Његош; Njeguši, 19 de agosto de 1820-Cetiña, 1 de agosto de 1867) fue un comandante militar, político y poeta montenegrino perteneciente de la Dinastía Petrović-Njegoš, que recibió título de Veliki Vojvoda (gran duque) de Grahovo y, por lo tanto, también fue conocido como Vojvoda Mirko (duque Mirko). Fue el padre de Nikola Petrović-Njegoš, futuro soberano del principado de Montenegro y luego del reino de Montenegro.

## Biografía
Nacido en Njeguši el 19 de agosto de 1820, Petrović pertenecía a la casa de Petrović-Njegoš, una antigua dinastía gobernante en Montenegro. Era tío del príncipe-obispo Petar II Petrović-Njegoš y hermano menor de Danilo Petrović-Njegoš, futuro gobernante de Montenegro .

### Gran Duque
Durante su reinado, Montenegro, siendo principado-obispado, luchó por su independencia y autonomía frente al Imperio otomano. Petrović participó activamente en las guerras contra los turcos y lideró a los montenegrinos en numerosas batallas, como la batalla de Grahovac. Se le considera un valiente líder militar y un defensor de la causa montenegrina.

### Carrera política y diplomática
Mirko Petrović-Njegoš también buscó estrechar las relaciones internacionales de Montenegro y logró establecer vínculos con varias potencias europeas, como Rusia y Austria-Hungría.
Tras la muerte de su hermano mayor, Danilo I de Montenegro, su hijo, el príncipe Nicálas I, asumió el cargo de presidente del principado de Montenegro hasta su muerte el 1 de agosto de 1867.

### Legado
Después de su muerte en 1867, Montenegro se fue independizando y desvasallando del Imperio Otomano con las ayuda de Rusia, autodenominada Protectora de Todos los Eslavos, apoyando en la guerra ruso-turca de 1877 a 1878, logrando que Montenegro, junto a Serbia y Rumania, lograran su independencia bajo la protección rusa. En las siguientes décadas, su fama como militar victorioso en la batalla de Grahovac suscitaba la adoración de los montegrinos, expresada por personas como Janko Vukotić.

## Trabajo
Petrović ha escrito varios ensayos, entre los que destaca un libro de poesía, actualmente presentado en la Biblioteca del Congreso de Estados Unidos en Washington D. C., titulado Junački spomenik (Monumento Histórico; LCCN: 55037918).